# Hrunamannahreppur
Hrunamannahreppur är en kommun i Suðurland i Island. Folkmängden är 807 (2016). 
Kommunens gränser i väster och öster är älvarna Hvítá respektive Stóra-Laxá. Grannkommuner är Skeiða- og Gnúpverjahreppur i öster om söder samt Bláskógabyggð í väster. 
De flesta invånarna i kommunen är sysselsatta inom jordbruk och trädgårdsskötsel. 
Huvudorten i Hrunamannahreppur är Flúðir.